# Травневе (Хмельницький район)
Тра́вневе — село в Україні, у Старосинявській селищній громаді Хмельницького району Хмельницької області. Населення становить 128 осіб.

## Історія
12 червня 2020 року, відповідно до розпорядження Кабінету Міністрів України № 727-р «Про визначення адміністративних центрів та затвердження територій територіальних громад Хмельницької області», увійшло до складу Старосинявської селищної громади.
19 липня 2020 року, в результаті адміністративно-територіальної реформи та ліквідації Старосинявського району, село увійшло до складу новоутвореного Хмельницького району.

## Населення

### Мова
Розподіл населення за рідною мовою за даними перепису 2001 року:
| Мова       | Кількість | Відсоток |
| ---------- | --------- | -------- |
| українська | 127       | 99.22%   |
| російська  | 1         | 0.78%    |
| Усього     | 128       | 100%     |